# Alejid Leystingh
Alejid Leystingh , även känd som Aaltje Listincx, född i Amsterdam, död efter 1535, var en nederländsk anabaptist. Gift andra gången 1534 i Münster med Peter Simonsz. (d. 1535?). 
Aleijd Leystingh ska ha lämnat sin man, en rik borgare, för att ansluta sig till anabaptisterna i Münster. I Münster infördes polygami för män som fick gifta sig med sex kvinnor, medan kvinnor inte fick vara ogifta. Hon lyckades länge undvika äktenskap genom att låtsas infertil, men tvingades till slut gifta sig med Divara van Haarlems fogde. Detta fall av bigami skildrades i Tumultuum anabaptistarum (1548) av Lambert Hortensius, och ingick i nederländska uppslagsverket fram till 1785. 
Hennes liv efter Münsters fall är okänt. Det har föreslagits att Aleijd Leystingh och Aefgen Listincx i själva verket var samma person. 